# 南子岛
（直译：「西南沙島」，越南语：／，直译：「双子西岛」，直译：「鸟巢岛」），是位於南海南沙群島雙子群礁中的島嶼，以天然面積計算是南沙群島中第六大天然島，面積約0.12平方公里，經過吹填後的面積約0.26平方公里。南子島自1975年起由越南实际控制，島上建有哨所和士兵駐扎。中華民國、中華人民共和國、菲律賓亦聲稱對此島擁有主權。

## 名称
南子島的英語名稱爲「西南沙岛」（Southwest Cay）。其所在的北危险群礁（North Danger Reef，即双子群礁）有两座沙岛，分别位于东北和西南两个方向，前者称为「东北沙岛」（Northeast Cay，即北子岛），后者则称「西南沙岛」（Southwest Cay，即南子岛）。這兩座沙島於1762年由英國皇家海軍軍艦「南海城堡號」（HMS South Sea Castle）所發現。
1935年，中华民国水陆地图审查委员会审定公布《中国南海各岛屿华英名对照表》，其中「North Danger Reef (Two islands)」被翻译为「北险礁（双子岛）」，但表中并未为这两座岛分别命名。1939年，日本佔領南沙群島，此岛命名爲「南二子島」，直到1945年日本投降為止。
1947年10月，中华民国内政部公布《南海諸島新舊名稱對照表》，才將雙子礁中的「S. W. Cay」命名爲「南子礁」。
1983年4月，中华人民共和国中国地名委员会公布《我国南海诸岛部分标准地名》，更名为「南子岛」，旁注当地渔民习用名称「奈罗下峙」或「奈罗峙仔」。
越南称为「双子西岛」（越南语：／）。菲律賓则稱爲「布葛岛」，意爲「鸟巢島」。

## 歷史
古代中国渔民常到此捕捞，岛上有两口水井，水有涩味，勉强可饮用，因此常有文昌县、琼海市渔民来此居住和从事渔业生产。中國漁民向稱南子島為「奈罗下峙」或「奈罗峙仔」。
中国渔民自清代以来一直开垦该岛，直到1946年，海南岛仍每年派船运送粮食，并取回水产。
- 1933年，法国军队进占南子島等南沙群島九島。當時该岛有七名中国渔民居住，其中两名是小孩。[10]
- 1933年8月，日本三好和松尾到南沙調查時看到南子島上住着3名中國人。[11]
- 1935年，中華民國水陆地圖審查委員會公佈雙子群礁名稱為「北險礁」。[12]
- 1939年，日本佔領南沙群島，將其命名為「新南群島」，並將南子島命名為「南二子島」。[13]
- 1947年2月12日，中華民國海軍南沙群島氣象臺臺長鄧清海登陸南子島視察，在島上木柱刻字留念，將視察詳情呈報海軍總司令部，同年8月後中華民國內政部方域司公佈名稱為「南子礁」。[14][15]
- 1949年，文昌龙楼昌美村渔民陈大财曾在南子岛收获二千多个椰子和大批番薯。[16][[Category:]][可疑]
- 1951年，海南潭门镇船主许开茂在南子岛上搭棚暂住。[17]
- 1956年，中華民國海軍先後派出立威部隊、威遠部隊和寧遠部隊三次「威力偵巡」南沙群島。三部隊分別於6月[18]、7月[19]及10月[20]巡視過南子島。[21]
- 1963年5月，南越海軍於南子島上設立主權碑。[22]
- 1971年，菲律宾占領。
- 1975年，南越海军再次占领，赶走了岛上菲律宾驻军。據聞當天驻北子岛的菲律宾守军指挥官过生日，邀请南子岛上的菲律賓驻军到北子岛一起开派对，附近岛礁上南越驻军的军官把数名越南妓女送上北子島作「禮物」，南越軍方則趁機佔領南子島。[22]现与不远处的菲占北子岛南北对峙。
- 1983年，中華人民共和國中國地名委員會公佈標準名稱為「南子島」。[15]
- 1993年，越南在岛上建造其在南沙群岛的第一个灯塔（38米高），后修建一个简易飞机跑道。
- 2008-2009年，越南在南子岛建立了南沙地区第一个港口（200*300米）。
- 2017年6月22日，越菲兩國在南沙南子岛举行了場「联欢运动会」，进行了足球、排球、拔河等一系列比赛。中國外交部批評其只是「一场拙劣的闹剧」。[23]

## 地理位置
- 位於北子島以南1.5海里而得名，天气晴朗时，从一座岛屿上可以看到另一座岛屿的样子。[22]

## 地質地形
- 岛形呈椭圆形。最高點海拔3.9米，為南沙群島中海拔最高的島嶼。
- 全島東北至西南長度為600米、寬270多米，總面積約0.12平方公里，經過吹填後的面積約0.26平方公里。

## 島上狀況
- 人口：目前由越南人民軍駐守。

## 生態資源
南子岛上原有鸟类栖息地以及丰富的植被，据西南中沙群岛办事处编著的《海洋的叙说》一书记载：“1951年，琼海潭门草塘村船主许开茂到南沙作业，遭遇风暴，便到南子岛避风作业，却因逆风无法回返，只好在南子岛上搭棚暂住。渔民们看到岛上掉落的椰果已经发芽，大家便把这些发芽的椰果移植到日本人曾挖鸟粪的空地上，每人至少种植10-20株椰子树，待他们离开时，南子岛已遍岛椰树。”不过南子岛原有植被现今大多已被当地的越南驻军破坏。